# Macroceromys simillima
Macroceromys simillima is een vliegensoort uit de familie van de Xylomyidae. De wetenschappelijke naam van de soort is voor het eerst geldig gepubliceerd in 1947 door Steyskal.